# Gianmarco Rossi
Gianmarco Rossi (Sanremo, 29 gennaio 1962) è un pilota motociclistico italiano ritiratosi dall'attività agonistica.

## Carriera
Inizia la carriera motociclistica nel 1978 correndo nel campionato italiano velocità junior alla guida di una Guazzoni 50. 
L'anno successivo lascia le piste ed inizia la sua avventura nella regolarità, poi Enduro, che lo porterà ad essere uno dei piloti più titolati di tutti i tempi. 
Nel 1981 entra a far parte del Gruppo Sportivo Fiamme Oro della Polizia di Stato, che lascerà solo nel 2007, dopo 26 anni di carriera sportiva a livello internazionale.

## Carriera sportiva
- 1978 Inizio corse, 12º classificato Campionato Italiano Junior Velocità classe 50 (Guazzoni)
- 1979 2º classificato campionato Italiano Cadetti; 1º campionato regionale ligure regolarità (AIM50)
- 1980 1º classificato campionato italiano junior; 1º campionato regionale ligure (AIM50)
- 1981 5º classificato campionato italiano senior (Kramit 80cc)
- 1983 7º classificato campionato europeo (TM classe 80); 6º classificato campionato italiano senior classe 125
- 1984 medaglia d'argento al Six Day Olanda; 3º classificato campionato europeo 2º classificato campionato italiano senior
- 1985 7º classificato individuale e medaglia d'oro al Six Day Spagna (TM classe 80)
- 1986 3º classificato mondiale a squadre e medaglia d'oro Six Day Italia (TM classe 80);  2º classificato campionato europeo; 2º classificato campionato italiano senior
- 1987 medaglia di bronzo mondiale Six Day Polonia; 1º classificato campionato europeo; 1º classificato campionato italiano senior. Il CONI gli assegna la medaglia d'argento al valore atletico.
- 1988 medaglia d'oro mondiale Six Day Francia, 1º di classe; 1º classificato campionato europeo; 1º classificato campionato italiano senior . In seguito ai risultati sportivi, viene promosso Assistente della Polizia di Stato per meriti speciali.
- 1989 1º classificato mondiale a squadre (Kawasaki 80cc); 2º classificato mondiale Six Day Germania;  3º classificato campionato europeo; 2º classificato campionato italiano senior. Il CONI gli assegna la Stella d'oro al valore atletico.
- 1990 5º individuale e medaglia d'oro mondiale Six Day Svezia (TM 125cc); 2º classificato campionato mondiale enduro individuale classe 125; 5º classificato campionato italiano senior classe 125
- 1991 5º classificato campionato mondiale enduro (Husquarna 125cc); 5º classificato campionato italiano senior enduro
- 1992 1º classificato campionato mondiale individuale; medaglia d'oro Six Day Australia, 2º di classe (HRD 80cc); 1º classificato campionato italiano enduro
- 1993 1º classificato campionato mondiale individuale; 1º di classe e medaglia d'oro Six Day Olanda (TM 80cc), 1º classificato campionato italiano senior enduro
- 1994 6º classificato campionato mondiale individuale; medaglia d'oro Six Day Stati Uniti d'America (TM 250cc), 4º classificato campionato italiano classe 250
- 1995 7º classificato campionato mondiale classe 125; 1º classificato Six Day Polonia (TM 125); 6º classificato campionato italiano classe 250
- 1996 16º classificato mondiale individuale classe 500 (Kawasaki); 1º classificato campionato italiano senior classe 250 4 tempi
- 1998 1º classificato campionato mondiale individuale;  3º di classe e medaglia d'oro Six Day Australia (Honda Dall'Ara 250cc 4 tempi); 1º classificato campionato italiano senior classe 250 4 tempi
- 1999 2º classificato campionato mondiale individuale; 2º classificato Six Day Portogallo (Honda Dall'Ara 250cc 4 tempi), 2º classificato campionato italiano senior
- 2000 3º classificato campionato mondiale individuale  (Honda Dall'Ara 250cc 4 tempi); 4º classificato campionato italiano senior (VOR 400cc)
- 2001 3º classificato campionato italiano senior enduro (VOR 500cc)
- 2002 4º classificato campionato italiano senior enduro (Yamaha 250cc)
- 2003 1º classificato campionato europeo ELITE veteran classe 500 4 tempi (KTM 525); 5º classificato assoluti d'Italia ELITE major classe 500 4 tempi
- 2004 1º classificato campionato europeo ELITE veteran classe 250 4 tempi (Husquarna); 4º classificato assoluti d'Italia ELITE major classe 125 (Husquarna)
- 2005 1º classificato campionato europeo ELITE veteran classe open (Honda 250 CRX); 3º classificato assoluti d'Italia ELITE major classe 125 (Honda 125 CRE)
- 2006 1º classificato campionato europeo ELITE veteran classe open 450cc 4 tempi (Honda 450 CRX)
- 2007 1º classificato campionato europeo ELITE veteran classe 250 4 tempi (Honda 250 CRE); 3º classificato campionato europeo classe open "Hill Climbing" (Honda 450)